# Лень, Валентин Валентинович
Лень Валентин Валентинович (род. 1961, Запорожье) — украинский ученый-правовед, полковник милиции, мастер спорта СССР.

## Биография
Родился в Запорожье 4 октября 1961 года. Окончил среднюю школу № 54 и техучилище № 8.
1980—1983 срочная военная служба на Черноморском флоте ВМФ СССР

1983−2007 служба в органах МВД СССР, Украины. До июля 1996 служба на различных должностях оперативных и следственных подразделений

С июля 1996 служба в высших учебных заведениях МВД Украины

1996—2000 преподаватель кафедры уголовного права и криминологии Запорожского юридического института МВД Украины

2000—2003 старший преподаватель указанной кафедры

2003—2004 доцент указанной кафедры

2004—2008 начальник кафедры уголовного права и криминологии Днепропетровского государственного университета внутренних дел

2008—2011 заместитель начальника Запорожского юридического института Днепропетровского государственного университета внутренних дел по научной работе

С октября 2011 по сентябрь 2023 профессор кафедры публичного права Национального технического университета "Днепровская политехника"

## Воинское / специальное звание
- полковник милиции, 2006 (досрочно)
- 1981 мастер спорта СССР по гребно-парусному многоборью
- 1984 окончил Запорожскую школу милиции по подготовке младшего начсостава УВД Запорожского облисполкома
- 1988 окончил Днепропетровскую специальную среднюю школу милиции МВД СССР
- 1993 окончил Украинскую академию внутренних дел
- 2003 кандидат юридических наук
- 2005 доцент
- 2008 доктор философии по праву

Автор (соавтор) более 180 научных, научно-практических, учебных и учебно-методических работ, в частности, 12 монографий. 45 научных работ опубликовано в зарубежных изданиях: Белоруссии, Болгарии, Великобритании, Венесуэлы, Казахстана, Молдовы, ОАЭ, Польши, России, Румынии, Чехии, Словении. Под его руководством защищено четыре кандидатские диссертации. 

Член Всеукраинской ассоциации уголовного права, Криминологической ассоциации Украины, редакционной коллегии рецензируемого научного журнала «Law. State. Technology». Заместитель главного редактора международного научного журнала «Влада. Людина. Закон.»

## Награды

### государственные (СССР, Украины)
- Орден «За личное мужество», 1989[1]
- Медаль «Захиснику Вітчизни» 1999

### юбилейные (СССР, Украины)
- Юбилейная медаль «70 лет Вооружённых Сил СССР», 1989
- Юбилейная медаль «50 лет Победы в Великой Отечественной войне 1941—1945 гг.», 1995
- Юбилейная медаль «60 лет освобождения Украины от фашистских захватчиков», 2004
- Юбилейная медаль «60 лет Победы в Великой Отечественной войне 1941—1945 гг.», 2005

### ведомственные (СССР, Украины)
- Медаль «За безупречную службу» 3ст., 1991
- Медаль «10 років МВС України», 2001
- Медаль «За сумлінну службу» 2ст., 2003
- Медаль «За сумлінну службу» 1ст., 2003
- Медаль «15 років МВС України», 2006

### Знаки отличия
- 60лет Черноморскому флотскому экипажу, 1980
- «За поранення», 1999
- «За мужність та професіоналізм» 1ст., 2002
- «За відзнаку в службі» 2ст., 2004
- «За відзнаку в службі» 1ст., 2005
- Кращий працівник МВС України, 2006
- «40 років ДДУВС», 2006
- Почесний знак МВС України, 2007
- Почесний знак прокуратури Запорізької області, 2011
- Серебряная медаль Национального горного университета, 2016
- «50 років ДДУВС», 2016
- Серебряная медаль Национального горного университета, 2018

## Основные труды
- Лень В. В. Осудність у кримінальному праві і законодавстві: Монограф. / Передм. д.ю.н., проф. Ю. М. Антоняна.  Д.: Дніпроп. держ. ун-т внутр. справ; Ліра ЛТД, 2008.  180 с.
- Лень В. В., Книга М. М. Примусові заходи медичного характеру: історія, стан, тенденції : монографія. Запоріжжя: Дніпровський металург, 2010. 212 с.
- Лень В. В., Книга М. М. Примусові заходи медичного характеру: цілі і підстави застосування : монографія. Запоріжжя : Дніпровський металург, 2011. 92с.
- Лень В. В., Співробітники Запорізької міліції, нагороджені державними нагородами СРСР, України у 1958-2013роки: історико-правове дослідження: монографія. Запоріжжя : Дніпровський металург, 2013. 252с.
- Лень В. В. Державні ордени, медалі СРСР та України: історико — правове дослідження: монографія.Запоріжжя: Дніпровський металург,2014. 303 с.
- Лень В. В. Державні ордени, медалі СРСР та України: історико — правове дослідження: монографія. 2-ге вид. випр. і доп.  Запоріжжя: Дніпровський металург, 2016. 400 с.
- Лень В.В. Хронологія нагороджень державними орденами СРСР: історико-правове дослідження: монографія. Запоріжжя: Дніпровський металург, 2018. 154с.
- Гаркуша А.Г., Лень В.В. Побої і мордування у кримінальному праві та законодавстві: монографія. Дніпро: Видавець  Біла К.О., 2018. 124с.
- Кубрак Р.М., Лень В.В. Кримінально-виконавча характеристика засуджених з психічними відхиленнями до позбавлення волі на певний  строк: монографія. Дніпро: Видавець Біла К.О., 2018. 272с.
- Кубрак Р.М., Лень В.В. Засуджені з психічними відхилиннями  до позбавлення волі на певний строк: стан, тенденції, преспективи : монографія. Дніпро: Видавець Біла К.О., 2019.  412с.
- Лень В.В. Вбивство, самогубство, нещасний випадок, казус у деліктологічному вимірі - рід смерті і їх кримінально-правове значення для протидії та запобігання. Деліктологія: монографія. Під заг. ред. І.М.Копотуна, С.В.Пєткова, P.Polian. Куновіце: Академія ГУСПОЛ: 2021, Т. 4. С.174-191.
- Len V., Marshalek K. Gerontological age in the commission of criminal offenses against sexualfreedom and sexual integrity: criminological and social significance. Deliktology: monograph. Under the general editorship of I. Kopotun, S. Petkov, P Polian. Kunovice: Akademie HUSPOL :2021, V.5. S. 329-353.
- Кримінальне право. Особлива частина. Навчально-методичний посібник / Авт.кол.: А. С. Беніцький, В. П. Дробот, О. О. Дудоров, В. В. Лень та ін.: Відп.ред.канд.юр.н., доц. О. Ю. Кучер: МВС України, Луганський державний університет внутрішніх справ ім. Е. О. Дідоренка. Луганськ: РВВ ЛДУВС ім. Е. О. Дідоренка, 2008. 416 с.
- Кримінальне право (Особлива частина): інтерактивні методи навчання: Навчально-методичний посібник / Авт.колектив: В. В. Лень, Г. Е. Болдарь, Е. О. Письменський, Ю. О. Старук, А. О. Данилевський / Відп.ред.д.юр.н., проф. О. О. Дудоров / МВС України, Луганський університет внутрішніх справ ім. Е. О. Дідоренка. Луганськ: РВВ ЛДУВС ім. Е. О. Дідоренка, 2009. 160 с.
- Кваліфікація злочинів: Навчально-методичний посібник / В. В. Лень, Г.Є. Болдарь, М. К. Гнєтнєв, Г. М. Зеленов; МВС України, Луганський державний університет внутрішніх справ ім. Е. О. Дідоренка. Луганськ: РВВ-ЛДУВС ім. Е. О. Дідоренка, 2009. 256 с.
- Кваліфікація злочинів: Навчальний посібник / За заг.редакцією О. О. Дудорова, Є.О. Письменського. К.: Істина, 2010. 430 с.
- Запобігання злочинам, пов’язаним з незаконним використанням бюджетних коштів : наук.-практ. посіб. / В. В. Кулаков, В. В. Лень, С. С. Мірошниченко, В. М. Руфанова, О. О. Титаренко. Запоріжжя : Дніпровський металург, 2011. 289с.
- Лень В. В. Науково-практичний коментар статей ІV, ХІV Розділів Загальної частини Кримінального кодексу України.  Запоріжжя: Дніпровський металург, 2010.  43 с.
- Науковий потенціал: 15 років Запорізькому юридичному інституту Дніпропетровського державного університету внутрішніх справ: довідник / укл.: С. М. Алфьоров, В. В. Лень; за заг.ред. С. М. Алфьорова. Запоріжжя: Юридичний інститут ДДУВС, 2009. 126 c.
- Заслужені юристи України на Запоріжжі: інформаційно — довідкове видання / укл.: В. В. Лень, О.І. Немченко; за заг. ред.. докт. юрид. наук., доц.. С. М. Алфьорова.  Запоріжжя: Кераміст, 2011.  76с.
- Нариси життя і творчості українських та російських вчених-правників XVIII—XXI століть (спеціальність 12.00.08 — кримінальне право та кримінологія; кримінально-виконавче право): бібліографічно-довідкове видання/ автори-укладачі : В. В. Лень, О. І. Немченко, В. В. Шаблистий, Г. Є. Болдарь; за заг. ред. В. В. Леня.  Запоріжжя: Дніпровський металург, 2012.  352 с.